# فيتسه
فيتسه (بالألمانية: Wietze) هي بلدية في قضاء تسيله في ولاية ساكسونيا السفلى (نيدرزاكسن) في ألمانيا.
تبعد البلدية حوالي 15 كم عن مدينة تسيله؛ وهي تقع بالقرب من نهر ألر.